# Irenion z Gazy
Irenion z Gazy, Święty Irenion, łac. Irenionus (zm. pomiędzy 389-393) – pierwszy biskup Gazy, święty Kościoła katolickiego.
Wzmianki o Świętym znajdują w Vita Porphyrii, autorstwa historyka i diakona Marka (Marcusa), współpracownika św. Porfiriusza (łac. Porphyrius), oraz w Historii Sokratesa. Wiadomo, że Irenion brał udział w synodzie antiocheńskim (361-363) i zbudował pierwszy kościół (Irene, z gr. εἰρήνη – pokój) w pogańskiej Gazie (w Dzielnicy Pokoju) obejmując urząd biskupa. Jego następcą został Aeneas, a w 395 roku św. Porfiriusz (+420), prawdziwy konserwator chrześcijaństwa w Strefie.
Wspomnienie liturgiczne Ireniona w Kościele katolickim obchodzone jest za "Martyrologium Baroniusza" 16 grudnia.